# Campiglossa zavattarii
Campiglossa zavattarii är en tvåvingeart som först beskrevs av Seguy 1939.  Campiglossa zavattarii ingår i släktet Campiglossa och familjen borrflugor.
Artens utbredningsområde är Etiopien. Inga underarter finns listade.